# 9 Metis
9 Metis este un asteroid din centura de asteroizi. A fost descoperit de A. Graham la 25 aprilie 1848. Este numit după oceanida Metis. Masa lui Metis este aproximativ jumătate de procent din masa totală a centurii de asteroizi.
9 Metis este unul dintre marii asteroizi din centura principală. Pare compus din silicați, din nichel și din fier.

## Descoperire
A fost descoperit de Andrew Graham la 25 aprilie 1848; a fost singura sa descoperire. A fost și singurul asteroid descoperit de pe solul irlandez. A primit numele titanidei Metis, fiica lui Tethys și a lui Oceanus, fiind, prin urmare, și o oceanidă, care a fost prima soție a lui Zeus și mama Athenei. Zeus a devorat-o pe Metis ca aceasta să nu aducă pe lume un copil mai puternic decât el.
Primii asteroizi descoperiți au primit câte un simbol astronomic, iar cel atribuit lui Metis este .

## Descriere
Curba luminozității lui Metis lasă să se creadă că acesta ar putea avea un satelit natural. Observațiile subsecvente nu au permis, totuși, să se confirme această ipoteză.
Metis a fost observat de telescopul spațial Hubble în 1993. A fost capabil să discearnă forma neregulată a asteroidului, însă nu a fost detectat niciun satelit al acestuia.
Metis a ocultat stele de cel puțin cinci ori.